# Edouard Lignitz
Edouard Lignitz, Carl Friedrich Edouard Lignitz (ur. ?, zm. ?) – gdański kupiec oraz belgijski i bawarski urzędnik konsularny.
Był właścicielem firmy handlu drewnem Eduard Lignitz, Holzgeschaft z kantorem w Gdańsku przy Ankerschmiedegasse 9, ob. ul. Kotwiczników. Pełnił też funkcję konsula Belgii (1874-1883) i konsula Bawarii (1880-1883).